# Radymno
Radymno (en ucraniano: Радимно,Radymno, en yidis רעדעם, Redem) es una ciudad del sureste de Polonia, con 5433 habitantes en 2014. La ciudad se encuentra a orillas del río San, a uno 60 km al este de la ciudad de Rzeszów y a solo 20 km al oeste de la frontera con Ucrania. Pertenece al voivodato de Subcarpacia desde la creación de este en 1999, dentro del powiat (distrito) de Jarosław. Anteriormente pertenecía al voivodato de Przemyśl.

## Historia
Los primeros vestigios de población humana en lo que hoy es Radymno se remontan al Neolítico. En la temprana Edad Media la zona era parte del Estado polaco, pero en el año 981 fue anexionada por el Rus de Kiev, y no fue reconquistada, con el resto de la Rutenia Roja, hasta mediados del siglo XIV por el rey polaco Casimiro III el Grande. En 1366 el rey autorizó al noble Bernardo de Szynwald a repoblar la zona, siendo este el origen de la fundación de Radymno, que en 1384 fue donada al Obispado de Przemyśl. Ya en 1431, el rey Vladislao II Jagellón otorgó a la ciudad su fuero municipal.
Debido a su localización junto al río San y en una importante ruta comercial, Radymno fue un importante centro mercantil y sede de mercados. Ello no la salvó de ser saqueada en varias ocasiones, primero por los válacos (1488) y más tarde por los tártaros de Crimea (1502 y 1624). Por si fuera poco, la ciudad fue arrasada por incendios en tres ocasiones (1603, 1638 y 1647). En 1625 la ciudad fue fortificada para protegerla de nuevos ataques, pero eso no impidió que fuera capturada en 1656 por los suecos y en 1657 por los transilvanos, en el curso de la invasión sueca de Polonia, que los polacos conocen, no en vano, con el nombre de “el Diluvio sueco”. Estas vicisitudes dejaron a la ciudad en ruinas y Radymno no se recuperó de la destrucción en muchas décadas.
Como resultado de la primera partición de Polonia, Radymno pasó a integrarse en 1772 en el Imperio austrohúngaro, incluyéndose en el distrito de Jarosław, dentro del llamado Reino de Galitzia y Lodomeria, permaneciendo bajo el dominio de la monarquía de los Habsburgo hasta el final de la Primera Guerra Mundial. Durante esta la ciudad sufrió una nueva y total destrucción, al ser escenario de la batalla de Radymno, entre el 8.º Ejército ruso, dirigido por el general Alekséi Brusílov, y el 8.º Ejército germano-austriaco, comandado por el general August von Mackensen.
Durante la Segunda República Polaca, Radymno perteneció al voivodato de Lwow, hoy en Ucrania. Durante la invasión alemana de Polonia de 1939, la 4.ª División Ligera del Ejército alemán cruzó por aquí el río San y tomó la ciudad, dando origen al exterminio casi total de la entonces abundante población judía.